# Église Saint-Martin d'Ahetze
L'église Saint-Martin d'Ahetze se situe sur la commune d'Ahetze, dans le département français des Pyrénées-Atlantiques. Sa construction date partiellement du XVIe siècle. Elle est inscrite aux monuments historiques depuis 1973. Elle est dédiée à saint Martin.

## Présentation
L'église Saint-Martin, point de passage sur la route de Saint-Jacques-de-Compostelle, vit sa construction débuter au XVIe siècle. Elle recèle une statue en bois de saint Jacques en tenue de pèlerin datant du XVIIIe siècle, une statue en bois datant du XVIIIe siècle et représentant une Vierge de l'Assomption, un retable du XVIIIe siècle et une croix de procession datant du XVe siècle. Cette croix, dont les bras sont garnis de clochettes, suscita lors des procès de sorcellerie en l'an 1609, l'indignation du conseiller de Lancre qui y voyait là un objet diabolique.
Son cimetière présente une stèle discoïdale ancienne. Une autre stèle d'Ahetze est exposée au Musée basque et de l'histoire de Bayonne.

## Galerie de photos

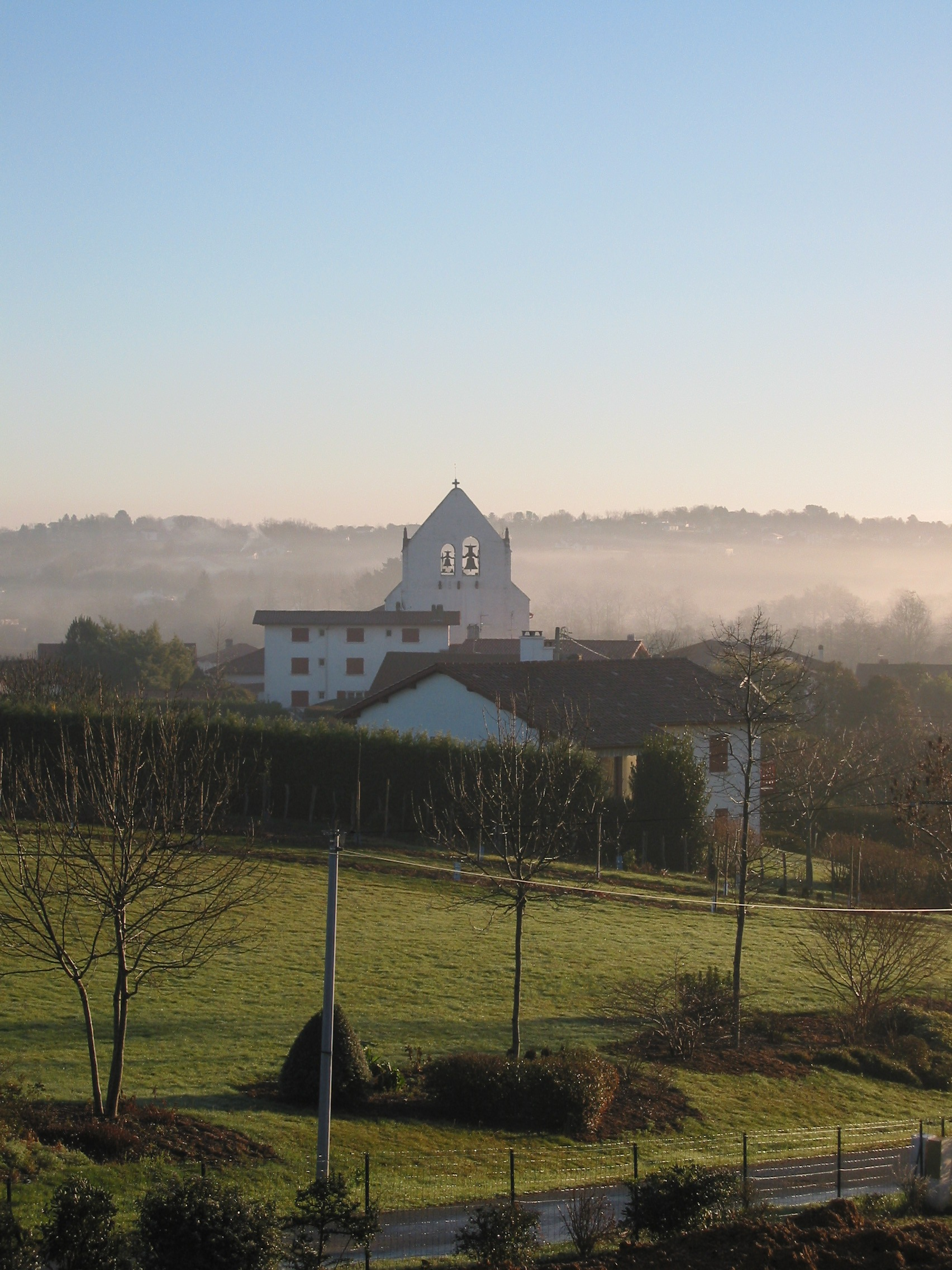
L'église Saint-Martin.
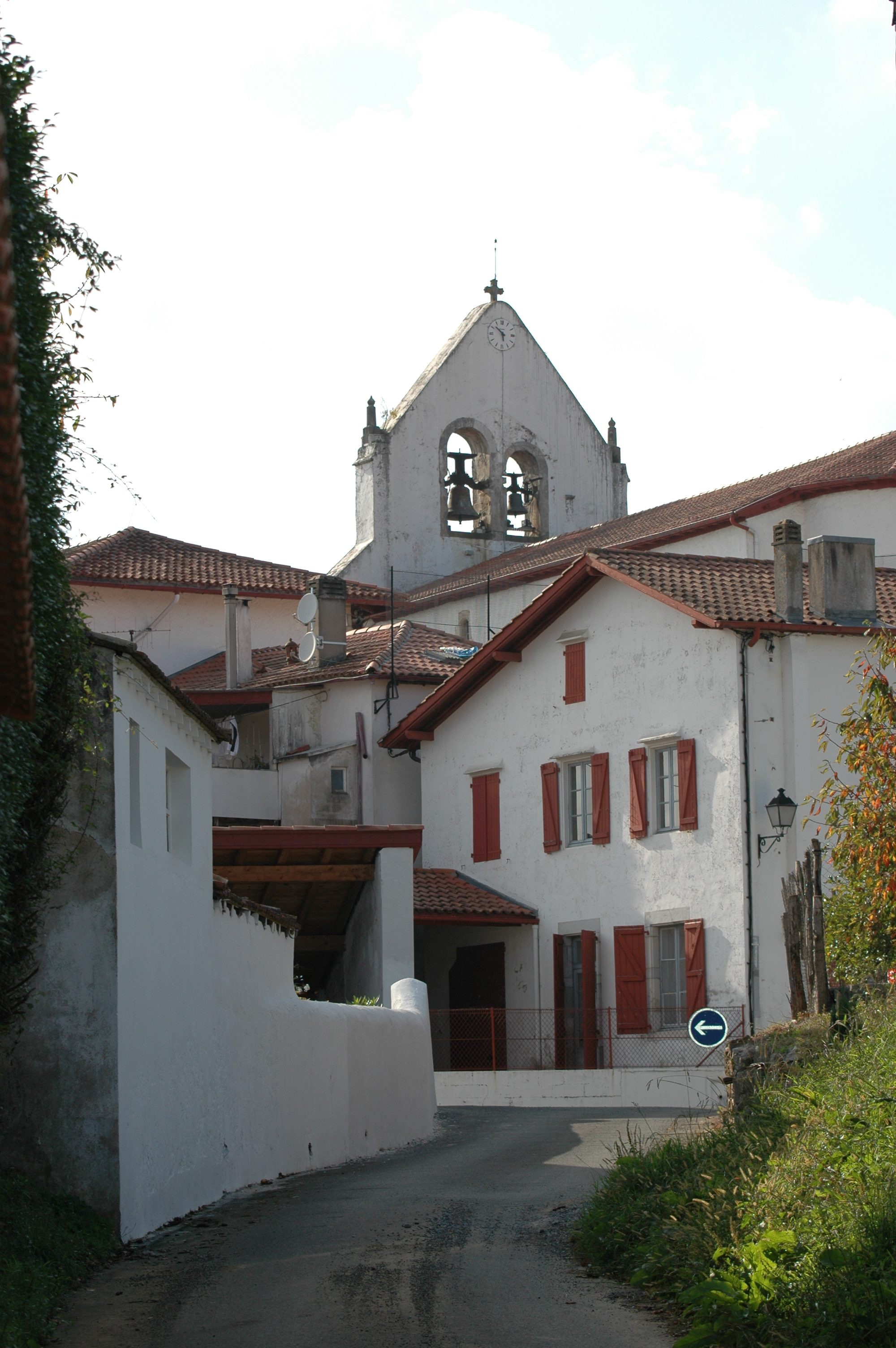
Le clocher vu du bourg.
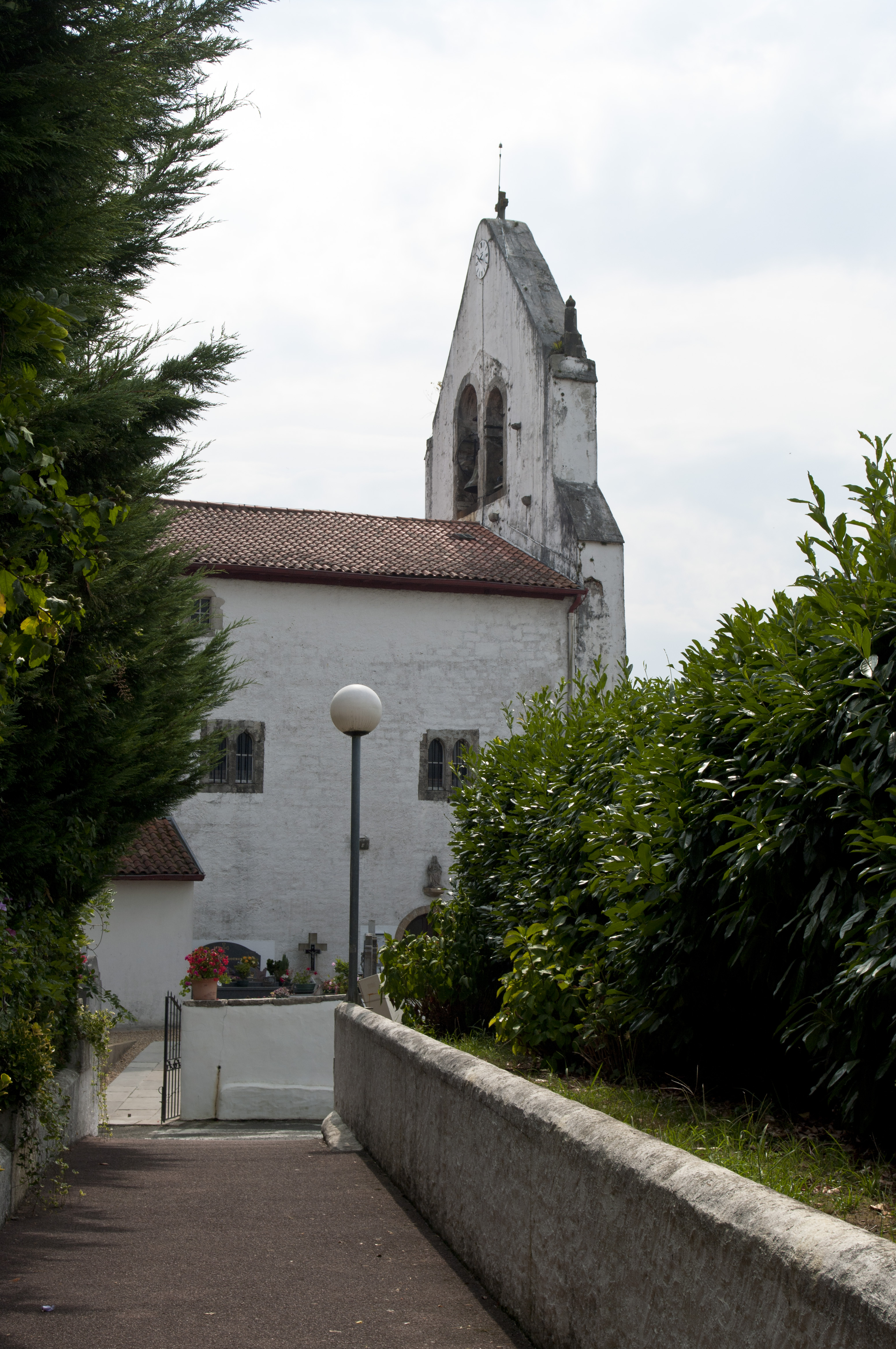
Le clocher.
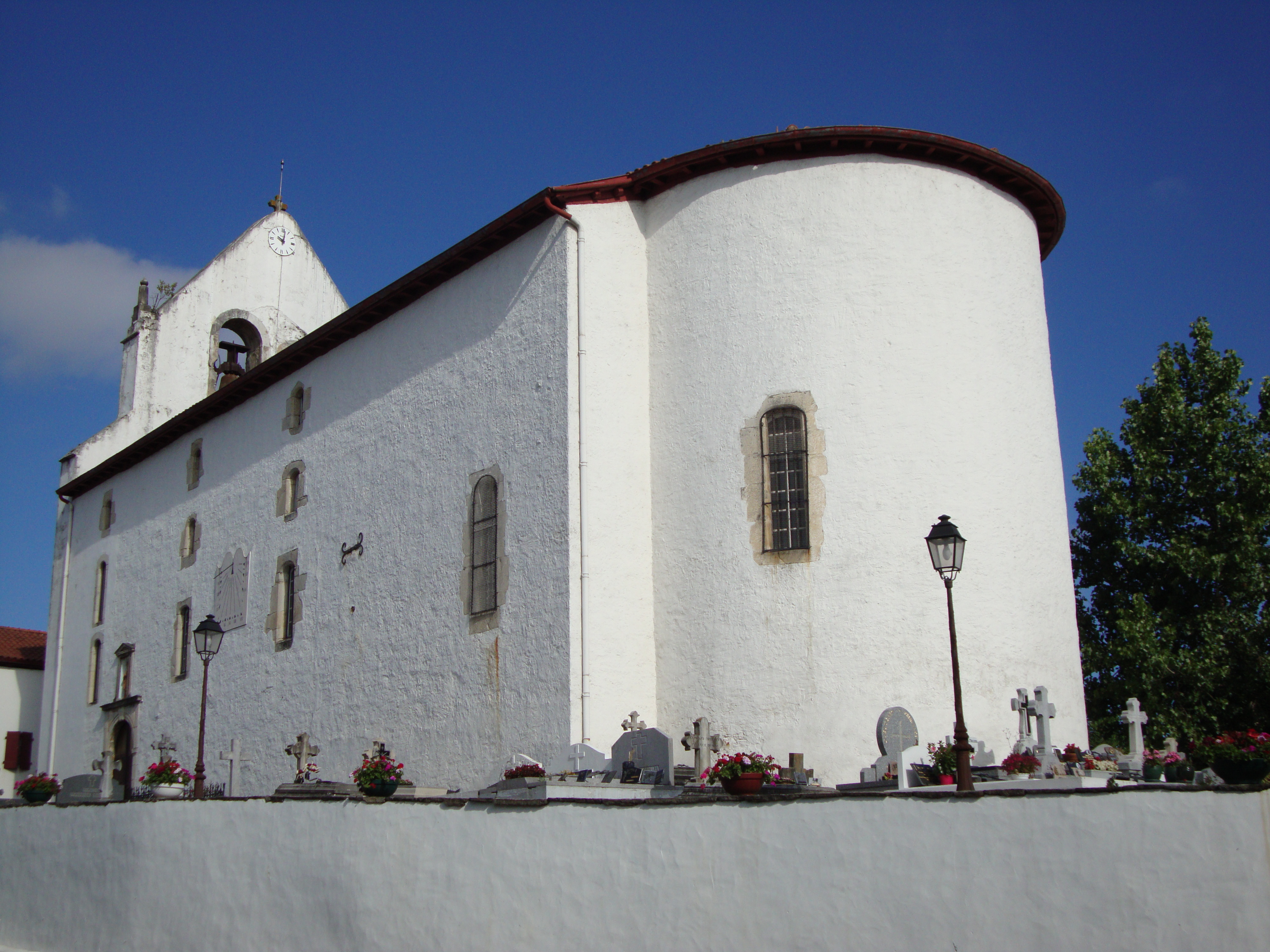
Chevet de l'église.
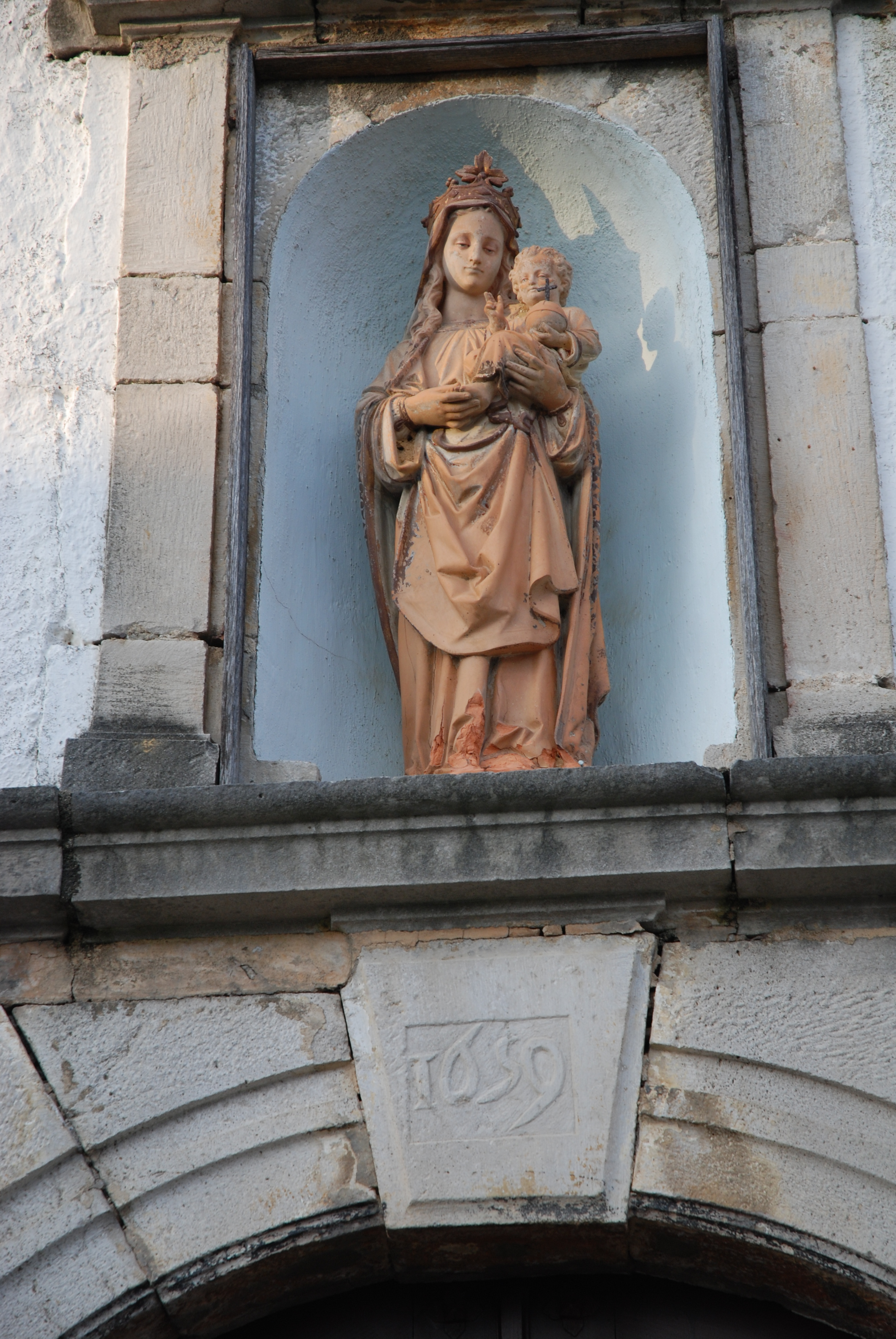
L'entrée de l'église.
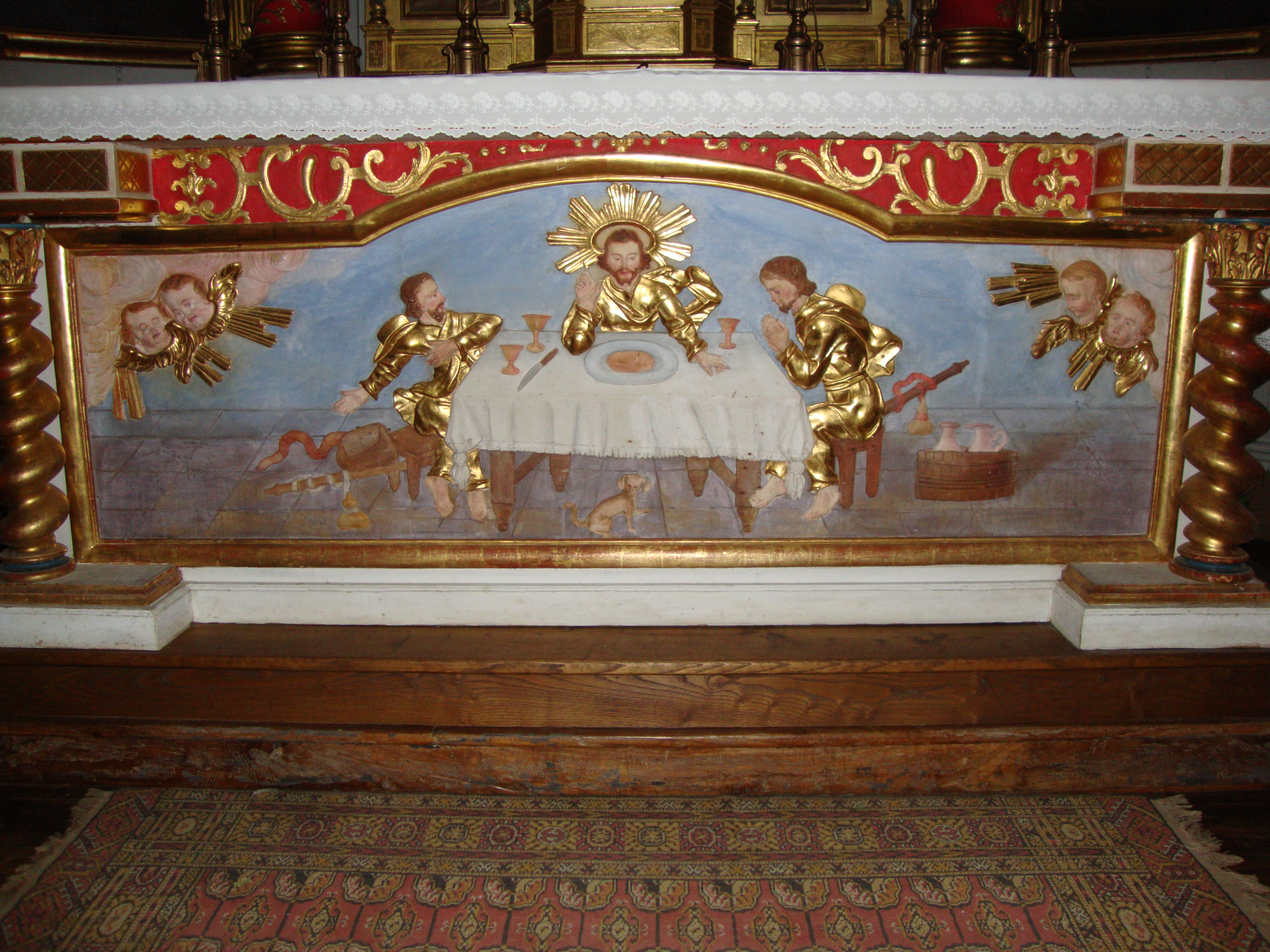
L'autel, le Christ et deux pèlerins.
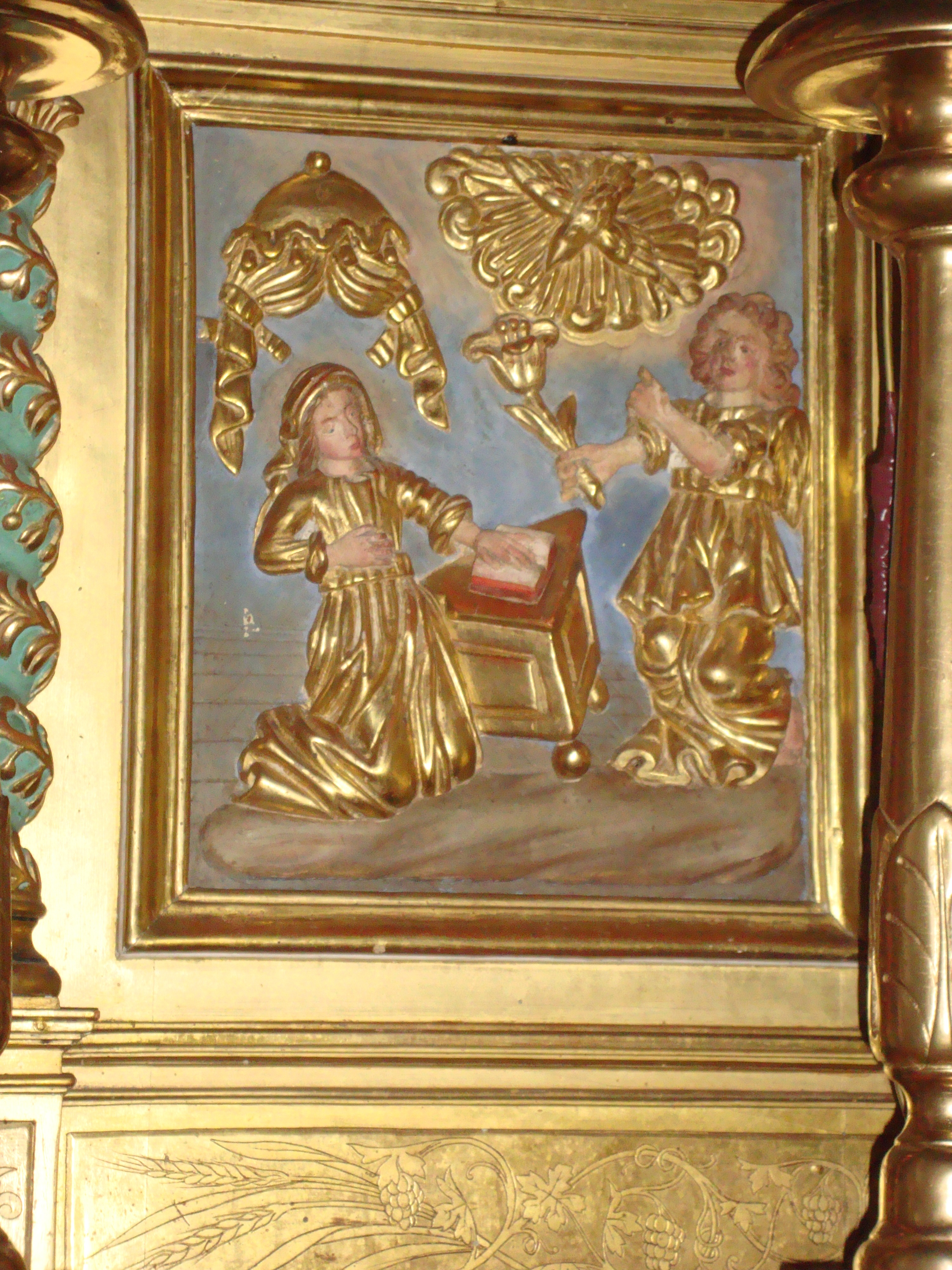
Détail du retable, l'Annonciation.
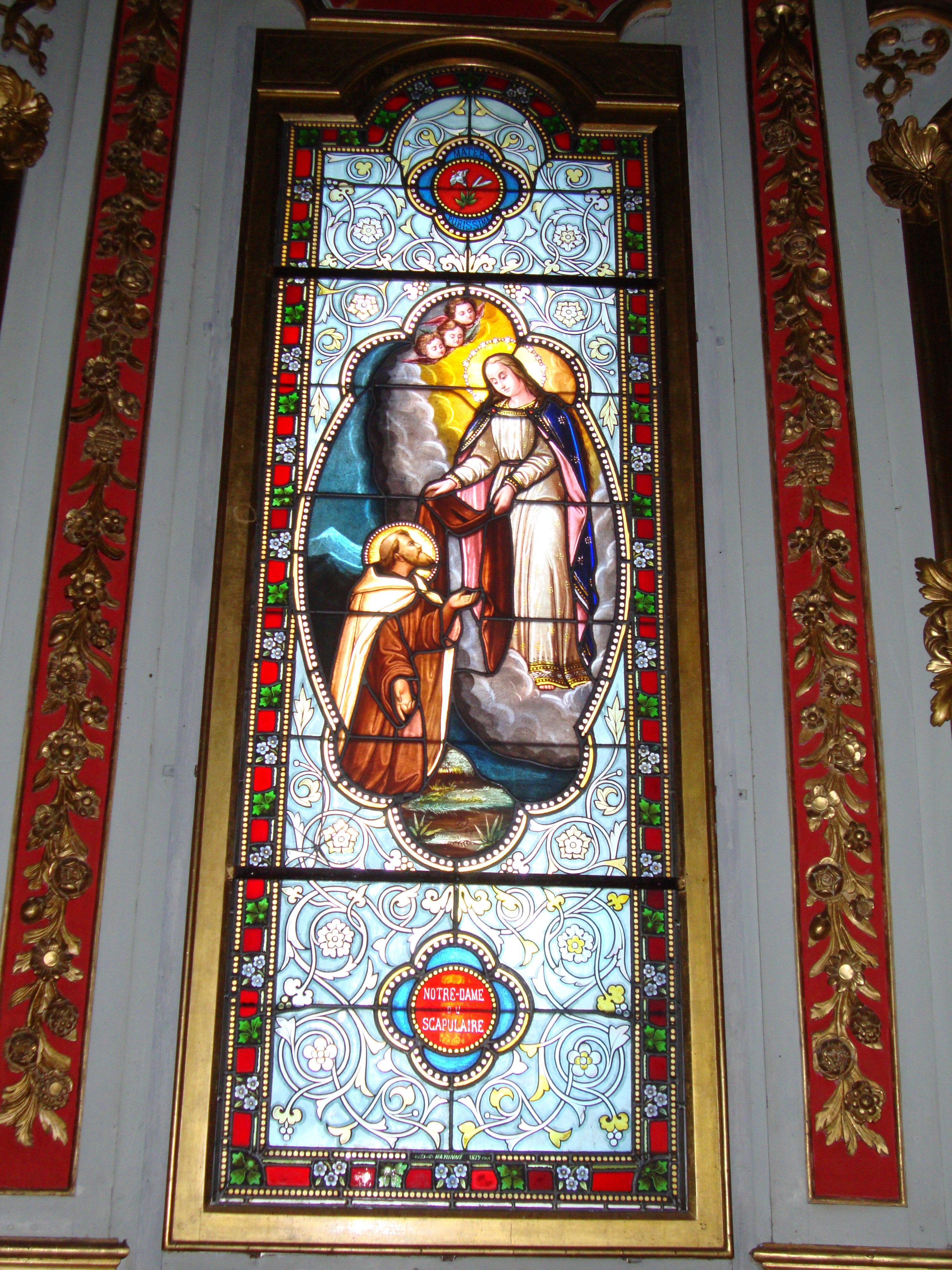
Vitrail Notre-Dame du Scapulaire, Mater purissima.
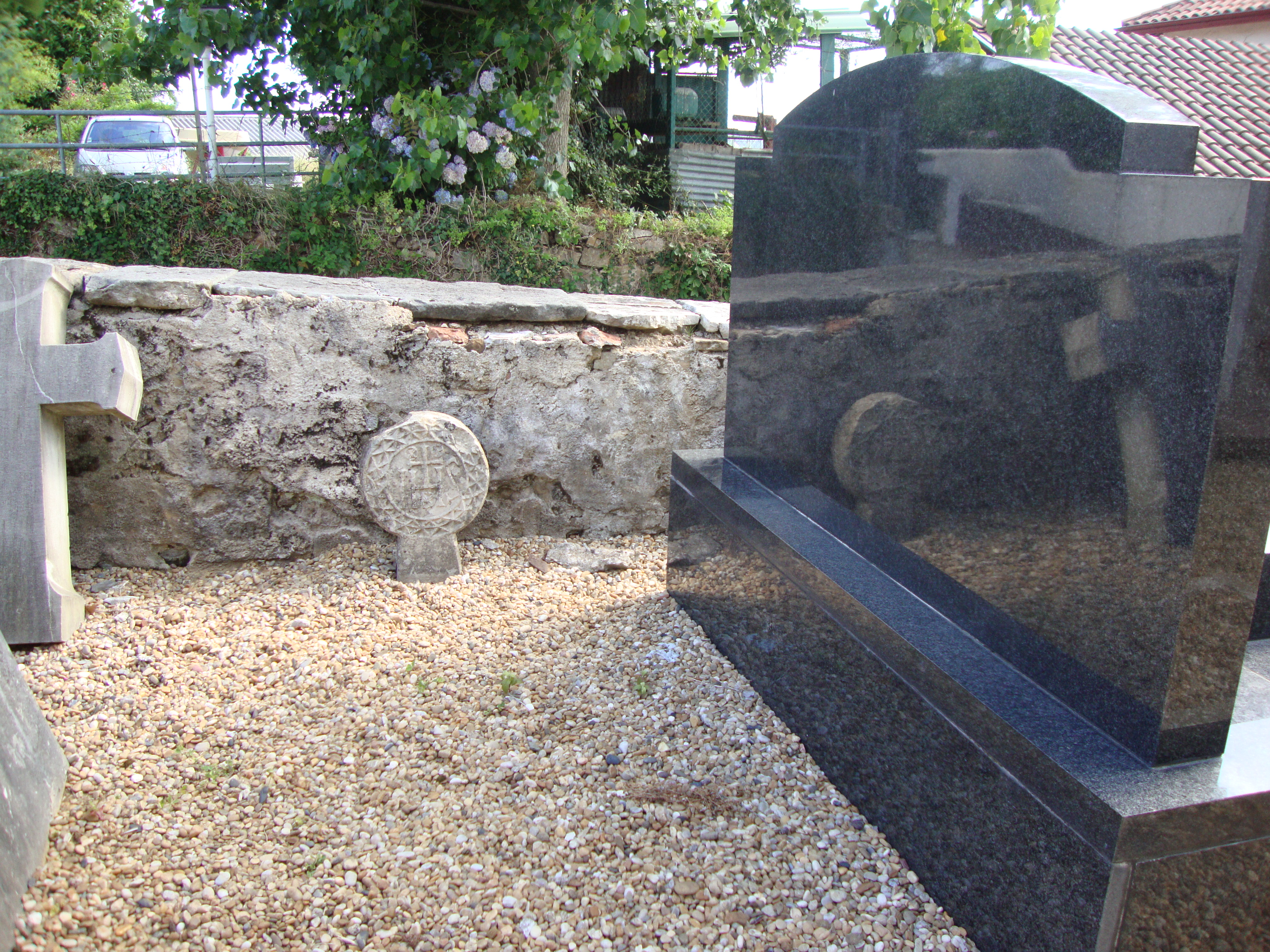
Reflets de stèles au cimetière.
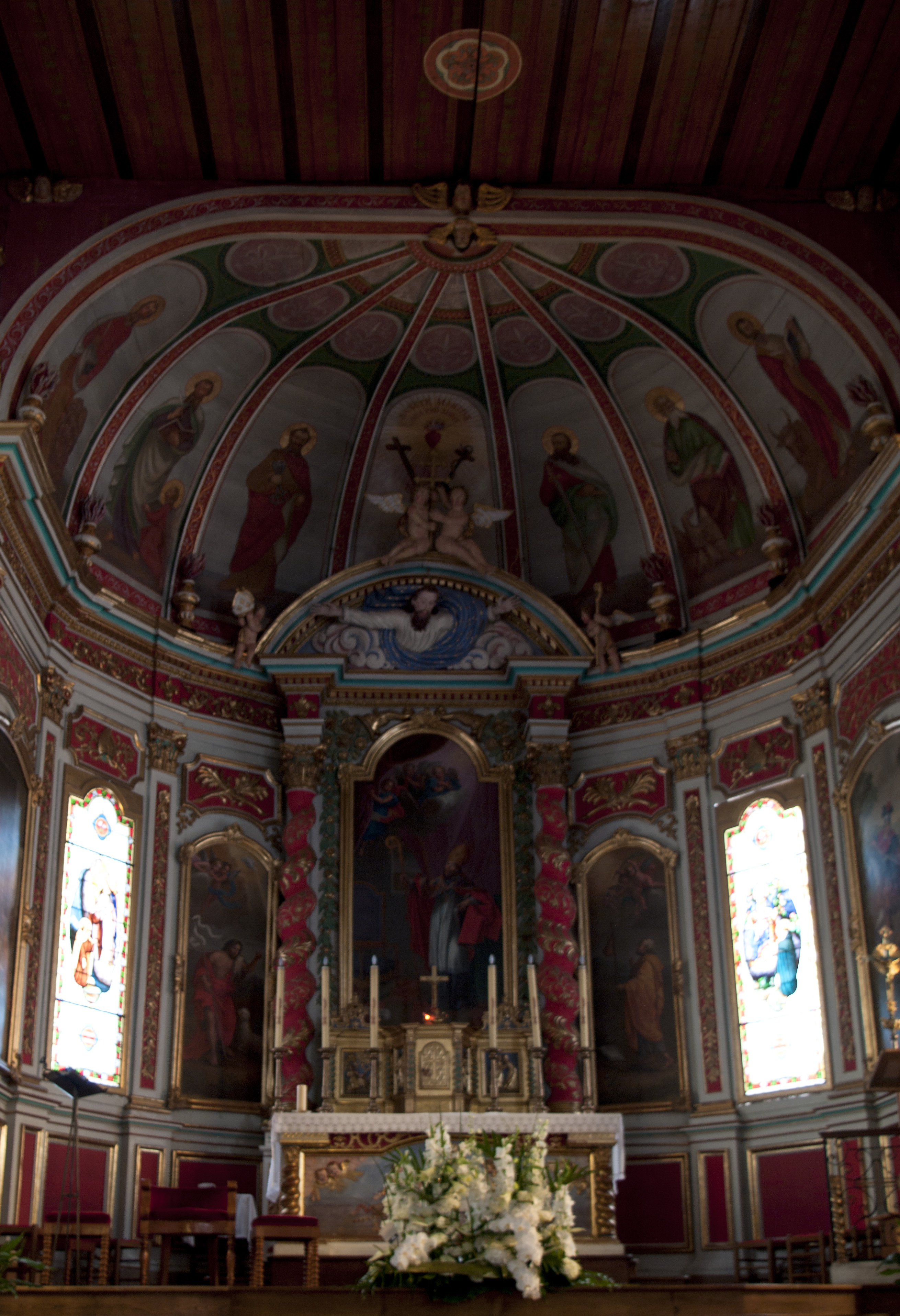
Le chœur de l'église.